# Valier (Illinois)
Valier és una població dels Estats Units a l'estat d'Illinois. Segons el cens del 2000 tenia 662 habitants.

## Demografia
Segons el cens del 2000, Valier tenia 662 habitants, 271 habitatges, i 199 famílies. La densitat de població era de 226,2 habitants/km².
Dels 271 habitatges en un 31,7% hi vivien nens de menys de 18 anys, en un 61,6% hi vivien parelles casades, en un 7% dones solteres, i en un 26,2% no eren unitats familiars. En el 21% dels habitatges hi vivien persones soles el 9,2% de les quals corresponia a persones de 65 anys o més que vivien soles. El nombre mitjà de persones vivint en cada habitatge era de 2,44 i el nombre mitjà de persones que vivien en cada família era de 2,86.
Per edats la població es repartia de la següent manera: un 24,3% tenia menys de 18 anys, un 8,2% entre 18 i 24, un 29,2% entre 25 i 44, un 22,4% de 45 a 60 i un 16% 65 anys o més.
L'edat mediana era de 37 anys. Per cada 100 dones de 18 o més anys hi havia 92,7 homes.
La renda mediana per habitatge era de 31.397 $ i la renda mediana per família de 43.056 $. Els homes tenien una renda mediana de 34.375 $ mentre que les dones 18.750 $. La renda per capita de la població era de 16.366 $. Aproximadament el 5,2% de les famílies i el 7,3% de la població estaven per davall del llindar de pobresa.

## Poblacions més properes
El següent diagrama mostra les poblacions més properes.